# Orașul de la capătul eternității
„The City on the Edge of Forever” este al 28-lea episod al serialului original Star Trek. A avut premiera la 6 aprilie 1967.
În 2009, revista TV Guide a clasat episodul pe locul 80 în lista celor mai bune 100 de episoade.

## Prezentare
După ce ia din întâmplare o supradoză dintr-un puternic stimulent, dr. McCoy se comportă irațional și dispare prin Gardianul Eternității, un portal temporal nou descoperit pe o planetă îndepărtată. Kirk și Spock îl urmează după ce află că McCoy a schimbat cursul istoriei. Ajungând în anii 1930, cei doi o întâlnesc pe Edith Keeler, o asistentă socială din New York, care le oferă o locuință. Pe măsură ce ziua trece, iar McCoy nu e de găsit, Kirk începe să se îndrăgostească de Keeler... dar Spock descoperă că Keeler trebuie să moară pentru a restaura linia temporală.

## Vezi și
- 1967 în științifico-fantastic
- Listă de filme științifico-fantastice, fantastice și de groază despre cel de-al Doilea Război Mondial